# Лундстрем Олег Леонідович
Олег Леонідович Лундстрем (2 квітня 1916 , Чита, Іркутське генерал-губернаторствоd  — 14 жовтня 2005 , Валентинівка, Корольов, Московська область, Росія ) — радянський і російський джазмен, композитор і диригент. Творець і багаторічний керівник оркестру, який нині носить назву Державний камерний оркестр джазової музики імені Олега Лундстрема. Народний артист РРФСР (1984). Лауреат Державної премії Російської Федерації (1998).

## Біографія
Прадід Франц Лундстрем (швед. шведський Franz Lundström) приїхав зі Швеції, дід завідував лісовим господарством в Забайкаллі. Батько — Леонід Францевич Лундстрем, викладач гімназії, очолював відділ культури в ГД Далекосхідної республіки, в 1921 році був запрошений на роботу викладачем комерційного училища КСЗ(Китайсько-Східна залізниця) і з сім'єю переїхав до Харбіна. Брат — Ігор Леонідович Лундстрем, музикант (тенор-саксофон), соліст оркестру.
Дід Олега Лундстрема по матері Петро Прокопович Валуєв — українець, внучатий небіж Тараса Шевченка, народоволець[джерело?]. Його заарештували за звинуваченням у замахові на Олександра III, після смерті імператора за амністією відправили на вічне поселення в Читу. Там нащадок Шевченка закохався у грекиню з Одеси, яка працювала білошвейкою, одружився. У Читі народилася Галина Петрівна Валуєва, мати Олега. Вона стала дружиною викладача Читинської гімназії Леоніда Францевича Лундстрема та народила двох синів. Батько Лундстрема виводив рід від варягів, тому синам дав імена князів-русичів — Олег (1916) та Ігор (1917).
1932 р. — Олег Лундстрем закінчив комерційне училище і вступив до Харбінського політехнічного інституту, а паралельно в музичний технікум, який закінчив по класу скрипки в 1935 році. Пізніше він створив свій оркестр, який працював в Шанхаї.
1941 р. — Лундстрем надходить до французького Вищого технічного центру і закінчує його в 1944 році як інженер-архітектор.
1947 р. — оркестр в повному складі з сім'ями переїжджає в СРСР, в місто Казань.
1953 р. — Лундстрем закінчив Казанську державну консерваторію по класу композиції (викладач А. С. Леман) і факультативно — по симфонічного диригування, залишившись там викладати теоретичні дисципліни і вести студентський симфонічний оркестр.
Оркестр Лундстрема — незмінний учасник великих міжнародних джазових фестивалів: «Таллінн-67», «Джаз Джемборі 72» у Варшаві, «Прага-78» і «Прага-86», «Софія-86», «Джаз в Дюктауне-88» в Голландії, фестиваль мистецтв СРСР в Індії (1988), «Гренобль-90» у Франції, фестиваль пам'яті Еллінгтона у Вашингтоні, США (1991), фестиваль біг-бендів «Іматра-92» в Фінляндії, міжнародний джазовий фестиваль в Санта-Барбарі (США, 1998), ряд міжнародних фестивалів на території колишнього СРСР.
Олег Лундстрем помер 14 жовтня 2005 року на своїй дачі в селищі Валентинівка під Москвою. Громадянська панахида відбулася в будинку Спілки композиторів, відспівування — у церкві на Сретенке. Похований музикант на кладовищі церкви Різдва Пресвятої Богородиці в селі Зразково Щелковського району Московської області, поряд з рідними.

## Нагороди
- Заслужений артист РРФСР (11 квітня 1973 року)
- Народний артист РРФСР (19 липня 1984 року)
- Орден «За заслуги перед Вітчизною» III ступеня (1 квітня 1996 року) — за видатні заслуги в розвитку джазового музичного мистецтва[2]
- Державна премія Російської Федерації 1997 року галузі літератури і мистецтва (в області естрадного та циркового мистецтва) (6 червня 1998 року) — за концертні програми 1992—1997 років Державного камерного оркестру джазової музики[3]
- Подяка Президента Російської Федерації (4 жовтня 2001 року) — за видатний внесок у розвиток вітчизняного джазу[4]

## Учасники оркестру Олега Лундстрема

### Солісти оркестру (вокал)
- Антипова Панна (1955—1956, гастролі Владивосток-Комсомольськ-на-Амурі-о. Сахалін)
- Валентина Дворянінова (1957—1963)
- Аскольд Бесєдін (1934—2009) [6]
- Дмитро Ромашков (1962—2011)
- Аїда Ведіщева (1964)
- Раїса Неменова (1964—1966)
- Майя Розова (1967—1975)
- Валерій Ободзинський (1966—1967)
- Едуард Дроздов (1967—1985)
- Тетяна Боєва (1970—1971)
- Анатолій Могилевський (1971—1972)
- Алла Пугачова (Орбакене) (грудень 1971 — квітень 1973)
- Ірина Понаровська (1976—1978)
- Ірина Отиева (1980—1985)
- Кристалінська Майя
- Ніна Бродська
- Валерій Песельнік
- Айна Балінь
- Вокальна група «Москва-Транзит»

### Інші музиканти оркестру Олега Лундстрема
- Володимир Данілін — піаніст
- Андрій Товмасян (1982—1984) — труба
- Георгій Гаранян — саксофон
- Ігор Бутман — саксофон
- В'ячеслав Назаров (1977—1983) — тромбон
- Петро Востоков — труба
- Олександр Фішер — труба
- Микола Капустін — фортепіано
- Іван Юрченко — ударні
- Олег Осипов (1936—1973) — труба
- Олександр Гравіс — контрабас
- Олексій Котяков — труба, звукорежисер
- Інокентій Горбунцов — труба
- Станіслав Григор'єв — саксофон
- Валерій Куцінскій — контрабас
- Ігор Лундстрем — саксофон
- Ігор Уланов — контрабас
- Борис Фрумкін — фортепіано
- Іван Волков — саксофон, кларнет, флейта.
- Володимир Журкин — ударні

### Танцюристи оркестру
- Володимир Хворостов (1957—1990) — соліст-танцюрист
- Еммануїл Мігіро (1957—1990) — соліст-танцюрист